# 阿胡拉山
阿胡拉山（Ahuna Mons），早期媒體間多稱為穀神星上的金字塔形山峰（Pyramid），是突出在矮行星穀神星平滑地表上的一座大山，位於穀神星南半球的鏈坑群烏荷拉鏈坑（Uhola Catenae）東方約85公里。學界目前對於阿胡拉山的認知並不多，咸信此山應該不是因為撞擊事件而形成的，並且它很可能是穀神星上唯一一座屬於這種類型的山。明亮的條紋在山坡上從山頂到山腳下；這些條紋被認為是鹽類，類似於鈰矽鈹釔礦的亮點。它的名稱來自印度東北部蘇米娜迦（Sumi Naga）部落傳統的收穫節慶典阿胡拉（Ahuna）。
這座山是從2015年曙光號在環繞穀神星拍攝照片中發現的。估計它的平均高度約4公里（2.5英里或13,000英尺），最陡峭約5公里（3.1英里或16,000英尺），基部寬約20km（12英里或是66,000英尺）。

## 圖集

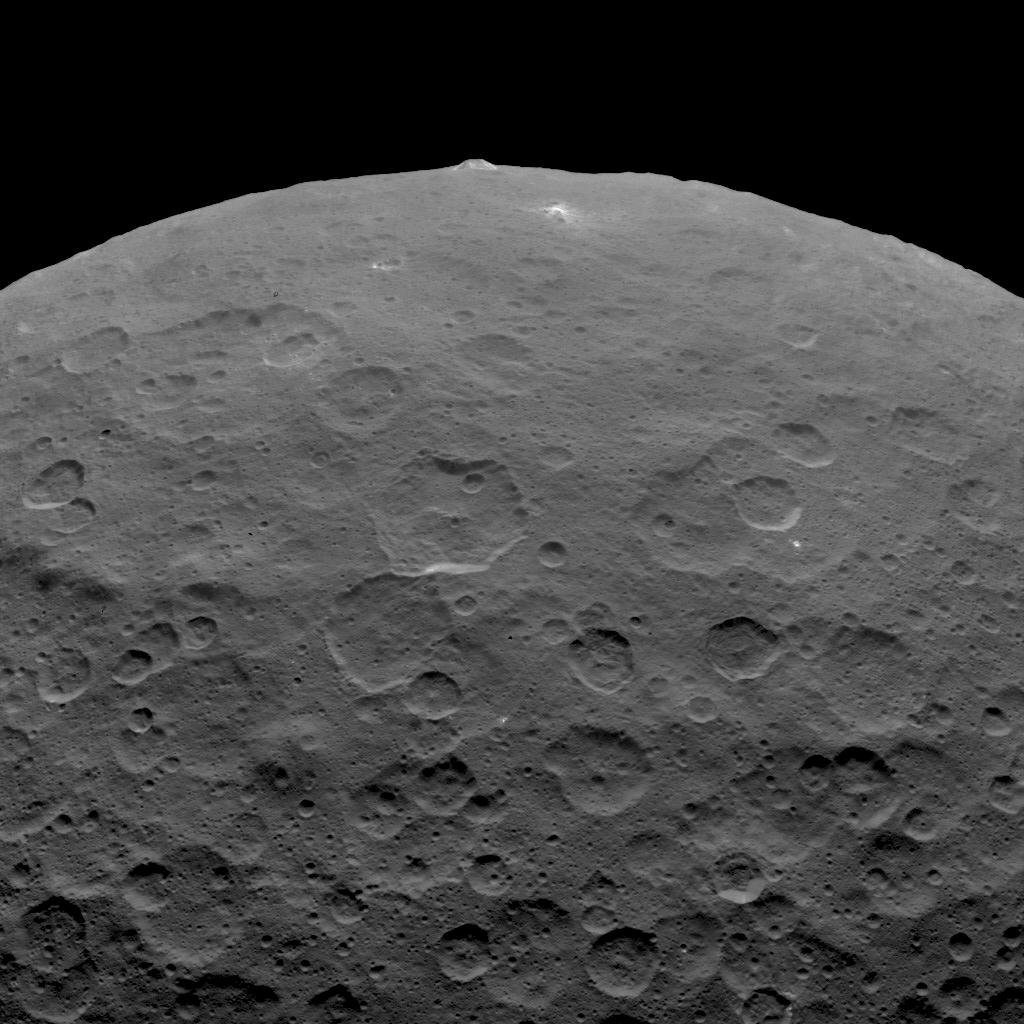
曙光號太空船看見的穀神星。阿胡拉山投影在北方邊緣的中心，此處的北方朝下。
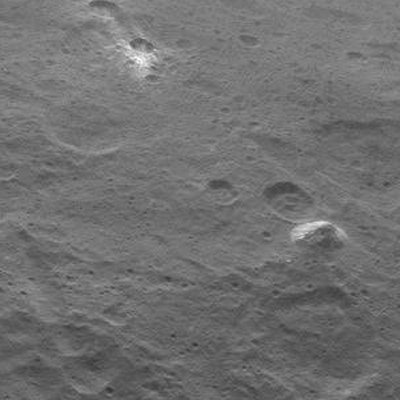
前述的山被低矮的火山環繞著。在11點鐘的方向上可以看見穀神星的亮點。此處的北方在上方。
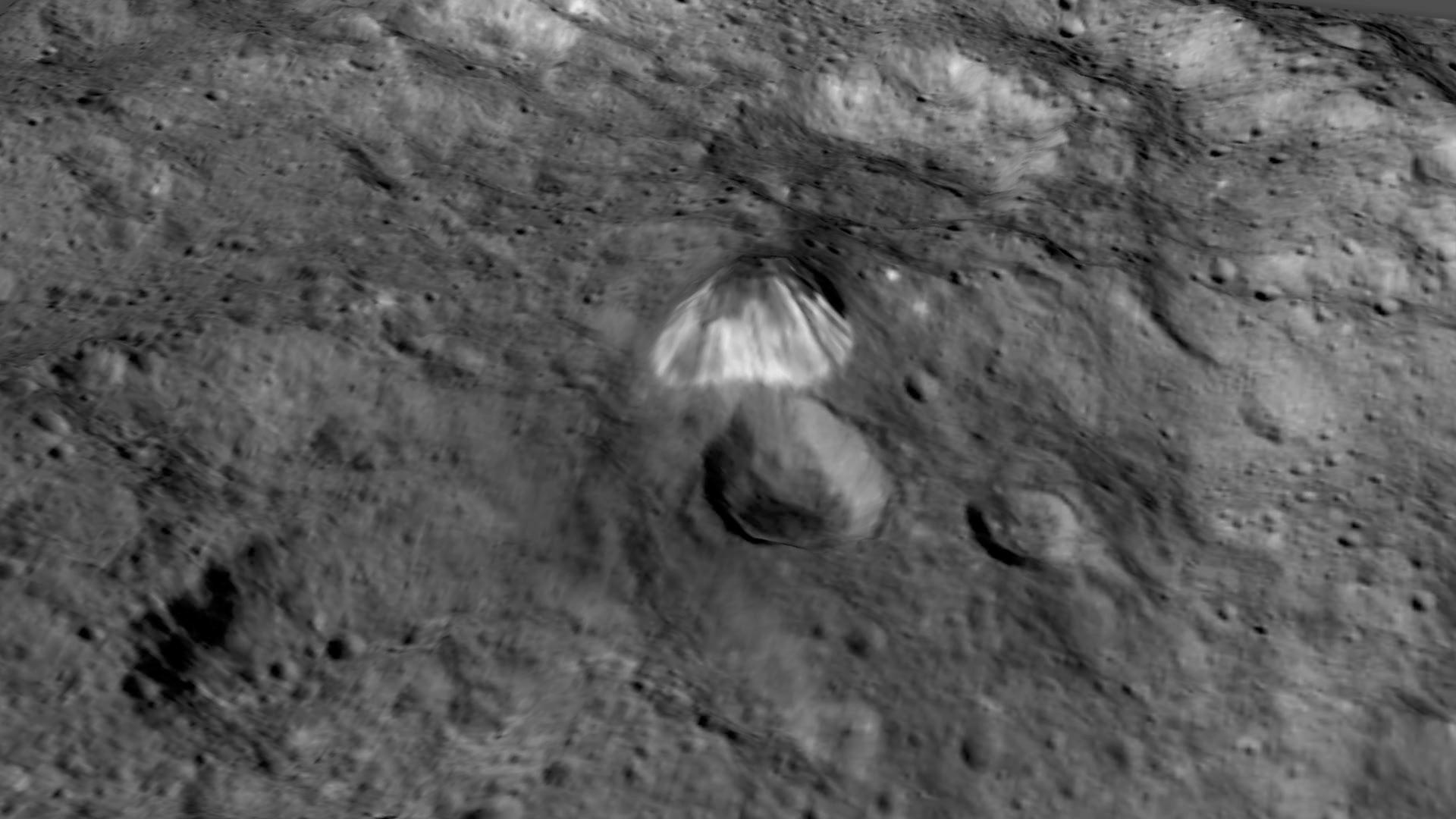
電腦合成的阿胡拉山北面圖形，垂直的尺寸被放大了5倍。
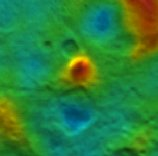
阿胡拉山（紅色）和在前方底部的撞擊坑（藍色）地形圖。北方在上方。

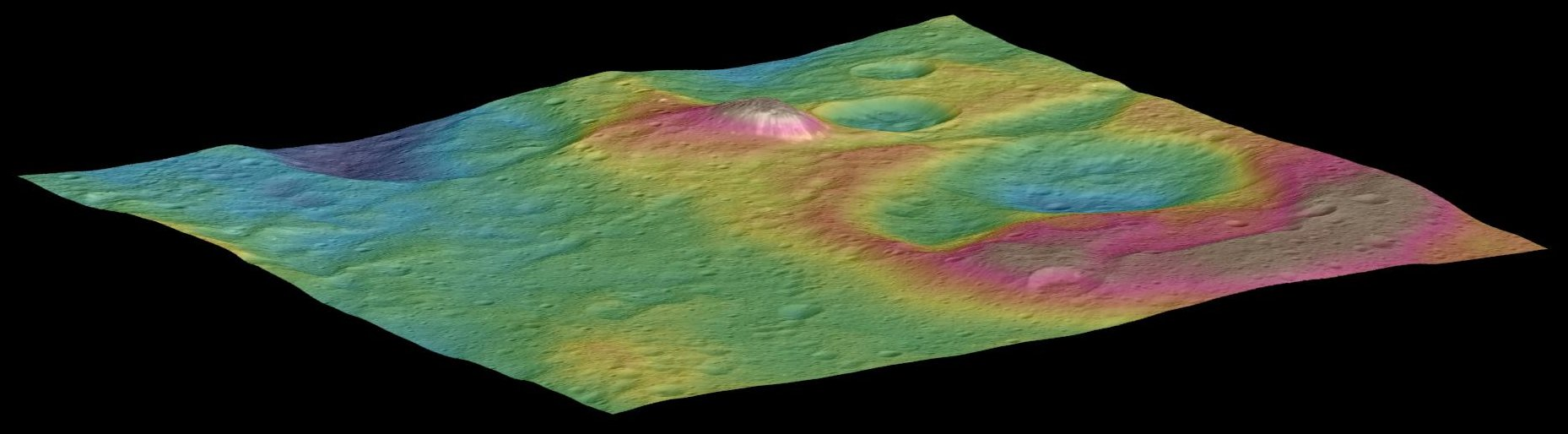
電腦生成的色碼海拔側視圖。北方在右邊。

## 外部連結
- New View Of Ceres Conical Mountain A Puzzler （页面存档备份，存于）, Bog King